# Smeringochernes guamensis
Smeringochernes guamensis är en spindeldjursart som beskrevs av Beier 1957. Smeringochernes guamensis ingår i släktet Smeringochernes och familjen blindklokrypare. Inga underarter finns listade i Catalogue of Life.